# 捆绑法
在组合数学中，捆绑法是排列组合的推广，主要用于解决相邻组合与不相邻组合的问题。

## 例子
若有A,B,C,D,E五个人排队，要求A和B两个人必须站在相邻位置，则有多少种排队方法？
将A和B两个人捆绑，对(A,B),C,D,E进行排列，(A,B)有{\displaystyle P_{2}^{2}}种排法，(A,B),C,D,E有{\displaystyle P_{2}^{2}\times P_{4}^{4}=2!4!=48}种排法。
若有A,B,C,D,E五个人排队，要求A和B两个人必须不站在一起，则有多少种排队方法？
所有排法减去相邻排法即得不相邻排法，{\displaystyle P_{5}^{5}-P_{2}^{2}\times P_{4}^{4}=5!-2!4!=72}